# Harvey Jason
Harvey Jason (* 29. Februar 1940 in London, England) ist ein britischer Schauspieler und Synchronsprecher.
Jasons Filmkarriere begann mit dem Film Lilith im Jahre 1964. Schon damals trat er in vielen Fernsehserien auf. Seine erste Rolle in einer TV-Serie war in Dancer für U.N.C.L.E. Bis 1976 trat Jason noch in vielen Filmen auf. Einige davon waren Star!, Rettet den Tiger!, Oklahoma Crude, Lost in the Stars und Dr. Minx. Nach dem Film Widow im Jahre 1976 war Jason nur noch überwiegend in Fernsehserien zu sehen. Er spielte nur noch in wenigen Filmen mit. Seine letzte Rolle in einer TV-Serie war in Diagnose: Mord. Seine letzte, und gleichzeitig einer seiner erfolgreichsten Rollen, war die Rolle des Ajay Sidhu im Film Vergessene Welt - Jurassic Park. Nach Jurassic Park war Jason kurzzeitig als Synchronsprecher in den Star-Wars-Spielen Star Wars Galactic Battlegrounds und Star Wars: Republic Commando aktiv.
Jason ist Sohn des Schauspielers Alec Jason. Er ist mit Pamela Franklin verheiratet und hat zwei Kinder.

## Filmografie (Auswahl)
- 1968: Star!
- 1970: Zu spät für Helden – Antreten zum Verrecken (Too Late to Hero)
- 1972: Columbo: Alter schützt vor Torheit nicht (Dagger of the Mind, Fernsehreihe)
- 1973: Oklahoma Crude
- 1976: Die verrückteste Rallye der Welt (The Gumball Rally)
- 1984: Ein Colt für alle Fälle (The Fall Guy)
- 1990: Air America
- 1997: Vergessene Welt: Jurassic Park (The Lost World: Jurassic Park)